# Богушевичи (Минская область)
Богушевичи (бел. Багушэвічы) — агрогородок в Березинском районе Минской области Белоруссии. Административный центр Богушевичского сельсовета. Население 386 человек (2009).

## География
Агрогородок находится неподалёку от границы с Могилёвской областью в 20 км к юго-западу от райцентра, города Березино. Богушевичи стоят на реке Уса (приток Березины) чуть выше впадения в Усу реки Бусль. Агрогородок соединён местными дорогами с окрестными населёнными пунктами и шоссе. Ближайшая ж/д станция Гродзянка (20 км к юго-западу).

## История

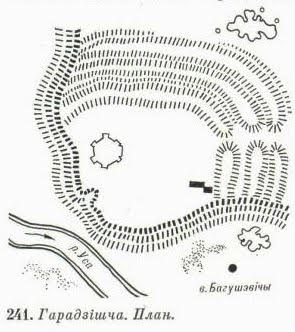
Богушевичи. Городище

В центре деревни, на левом берегу реки Усы находится Костёльная гора на её месте обнаружено городище милоградской и зарубинецкой культур (I в. до н. э. — II в. н. э.), где найдены изделия из кремня, железа, бронзовое височное кольцо, штрихованная керамика, тигли.
На рубеже XI—XIII вв. местное поселение входило в состав Свислочского княжества и на позднем этапе своего существования находилось в вассальной зависимости от ВКЛ, а после смерти князя Семена Свислочского в 1352 году вошло в его состав.
28 апреля 1387 года великий князь ВКЛ и король Польши Ягайло специальным привилеем передал брату Скиргайло право на владение Свислочской волостью.
С 1447 и практически до середины XVI века Богушевичи и обширные прилегающие территории принадлежали роду Кезгайло.
Первое письменное упоминание о Богушевичах, в виде купчей датируется 1501 годом.
С 1561 года свислочское село Богушевичи перешло во владение пана Войтеха Рyтковского. Крестьяне напрямую отказались выполнять увеличившиеся по сравнению с прежними повинности. Войтех Рутковский прибег к силе: «косы, губы и уши обpезывал». Тогда часть крестьян совершив побег укрылась в соседнем Задобpичи, не входившем в состав его имения, и оттуда осуществляла вооруженные набеги, продолжавшиеся почти шесть лет. После очередного набега Рутковский пытался укрыться в минском замке но даже там его пытались преследовать. Предполагается, что поддержку бунту могли оказывать свислочские магнаты недовольные новым соседом. После нескольких жалоб пана Рyтковского в Свислочь и Богyшевичи был послан карательный отряд. По королевскому указу зачинщики бунта должны были быть казнены, остальные «збеги» выданы Рyтковскомy головой.
Согласно административно-территориальной реформе середины XVI века поселение входило в состав Минского повета Минского воеводства ВКЛ.
После пресечения рода Кезгайло и сложного имущественного передела Богушевичи наследовались Завишами, Вишневецкими.

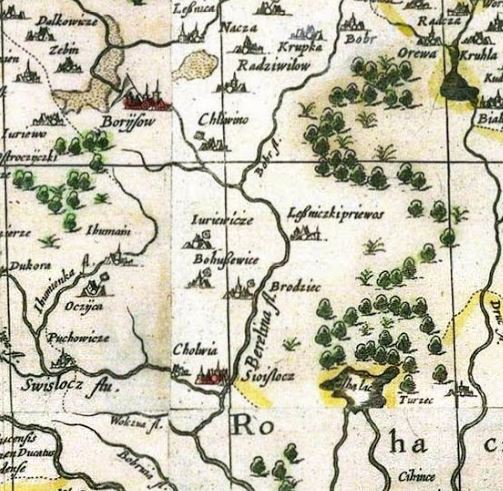
Богушевичи 1613 г.

В 1613 году местечко было отмечено на первой крупномасштабной карте ВКЛ как центр родового имения.
После 1616 года имение Богушевичи унаследовали Друцкие Горские через брак Марины Вишневецкой и Фёдора Друцкого-Горского.
После Брестской унии и последовавших времен Смутного периода окончательно закрепилась роль католического вероучения в Речи Посполитой. Выполняя распоряжение короля владелец имения, Григорий Друцкий-Горский заканчивает строительство первого деревянного костела в Богушевичах в 1644 году.
В Богушевичах существовала пристань и водяная мельница, проводились две регулярные ярмарки. Местечко несколько раз в своей истории переживало времена экономических подъёмов и спадов, что приводило к существенному притоку и оттоку населения в основном за счет ремесленников еврейского происхождения. Что становилось причиной этих явлений достоверно уточнить сложно. Есть версии, что на эти периоды приходился подъём и спад лаптевого и рогожного промысла. Чему способствовало наличие липовых лесов и развитая транспортная инфраструктура.
В результате второго раздела Речи Посполитой (1793 г.) Богушевичи оказались в составе Российской империи, в Игуменском уезде Минской губернии.
В начале XIX века Свенторжецкий Тадеуш Антониевич, Минский уездный предводитель дворянства приобрел имение Богушевичи, которое в последующем наследовалось его потомками.
В 1850 году Свенторжецких отстранили от управления имением из-за жестокого обращения с крестьянами не лишая права собственности. В этот период имением управлял некий пан Довнар, назначенный дворянской опекой.
С 1853 года имением управлял Свенторжецкий Болеслав, он продолжил заниматься обустройством  имения и  летом 1862 года  завершил строительство нового каменного костела. Храм входил в состав усадебного комплекса и планировался как семейная усыпальница.
Жители местечка принимали активное участие в восстании 1863 года. 17 апреля 1863 года в имении Богушевичи собралось около 30 человек вооруженных ружьями, пистолетами и саблями, готовых принять участие в восстании под руководством Болеслава Свенторжецкого. Болеслав был назначен комиссаром воеводства и должен был руководить ходом восстания из Минска, но поскольку был рассекречен полицией вынужден был оставаться в отряде. В здании волостного правления Свенторжецкий сорвал со стены портрет императора и зачитал манифест, которым объявил крестьянам, чтобы «не платили никаких податей, не давали рекрут, и что землю отдает он им в дар», заверив при этом, что все книги и бумаги в богушевичской канцелярии уничтожены. После чего повстанцы двинулись в сторону деревни Ляды на соединение со Слуцким отрядом по пути уничтожая телеграфные линии. 23 мая 1863 года повстанцами был казнен священник Московского патриархата Даниил Конопасевич за содействие правительственным войскам. После подавления восстания весь усадебный комплекс был сожжён по приказу генерал-губернатора Муравьева М. Н. как собственность руководителя отряда повстанцев. Уцелел лишь католический храм. Имение отошло Русинову, генералу русской армии, отличившемуся при подавлении мятежа в Игуменском уезде.
В 1865 году была открыта первая народная школа.
В 1866 году заново отстроена деревянная церковь Возвышения Святого Креста, на средства правительства.
В 1869 году костел был переосвящен в Свято-Данииловскую церковь.
В 1875 году Богушевичи были пожалованы Шалгунову в качестве награды от Александра II.
В конце XIX века в местечке существовали костёл, церковь, четыре синагоги, почта, пожарная команда.
В 1900 году открылась церковно-приходская школа. Ежегодно в школе обучалось не более 69 человек так как образование было платным и по этому малодоступным.
В период Первой мировой войны Богушевичи находились в тылу российской армии.
В годы послереволюционной смуты командование Польского корпуса отказалось признавать большевистскую власть. Корпус был передислоцирован из Быхова для захвата Бобруйска на короткое время заняв прилегающую территорию.

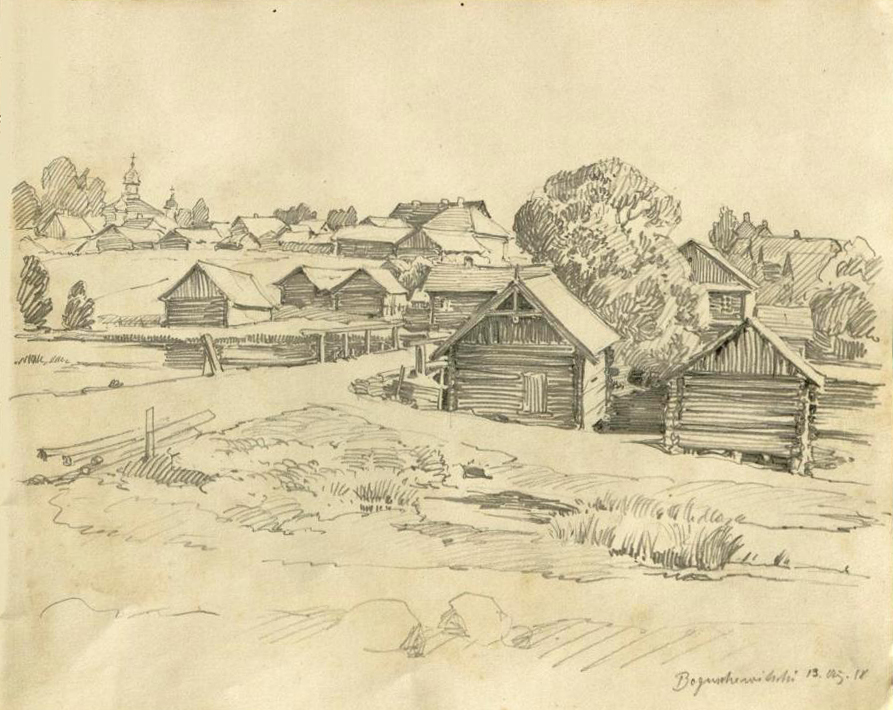
Богушевичи в августе 1918 года

Но уже 21 мая 1918 года по условиям Брестского мирного договора контроль над территорией был передан Германии. Таким образом в этот период в Богушевичах появились немецкие войска. (К этому периоду относится серия сохранившихся рисунков немецкого солдата К. Заурмильха).
9 декабря 1918 года Богушевичи были заняты РККА в ходе похода (1918—1919)
С 29 августа 1919 по 10 июля 1920 года весь Игуменский уезд был занят польскими войсками в ходе советско-польской войны. В этот период Свято-Данииловская церковь в Богушевичах была вновь переосвящена в костёл.
10 июля 1920 в результате успешной Июльской операции РККА польские войска отступили с занимаемой территории.
С 1924 года в составе БССР — центр сельсовета.

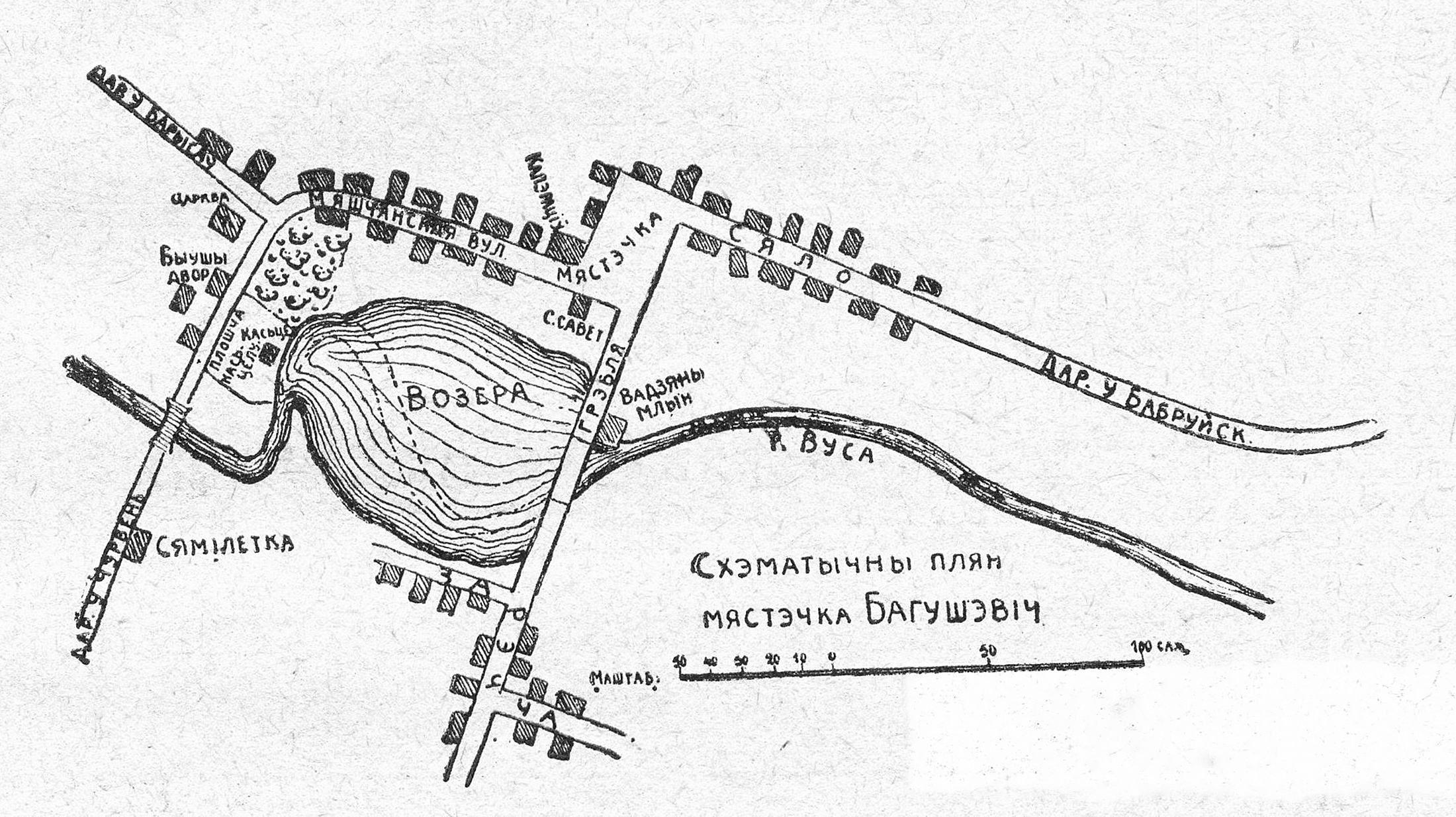
Богушевичи 1927 г.

В журнале "Наш край" от 1927 года, Богушевичи описываются как деревня раскинувшаяся по двум берегам р. Уса соединенных между собой двумя деревянными мостами. Ширина реки в районе местечка достигала тринадцати метров, глубина от полуметра до двух, и глубже. В центре местечка была небольшая торговая площадь и старая, деревянная церковь. На тот момент в деревне насчитывалось 210 жилых домов с населением 783 человек. Дома в центральной части на каменных фундаментах и покрыты дранкой. На окраинах большинство домов было покрыто соломой. Водой население обеспечивало 15 колодцев, недостаток восполнялся родниковой и частично речной. Имелся один кооперативный магазин и два частных. Два раза в год проходила сельскохозяйственная ярмарка. Лучшими строениями на тот момент являлись: каменный костел и деревянное здание школы семилетки. Только одна улица в центральной части имела название «Мещанская». Окраины поселка имели прозвища «Заречье» и «Конец». Население в основном занималось сельским хозяйством и незначительная часть мелкой частной торговлей.
В годы Великой Отечественной войны Богушевичи находилась под немецкой оккупацией с июля 1941 по июль 1944 года. В Богушевичах было организовано гетто, и в ноябре-декабре 1941 года большинство евреев села (около 400 человек) были убиты. В Богушевичах сохранились фрагменты еврейского кладбища.
В советский период школа становится общедоступной и постепенно эволюционирует до средней общеобразовательной с десятилетним сроком обучения.

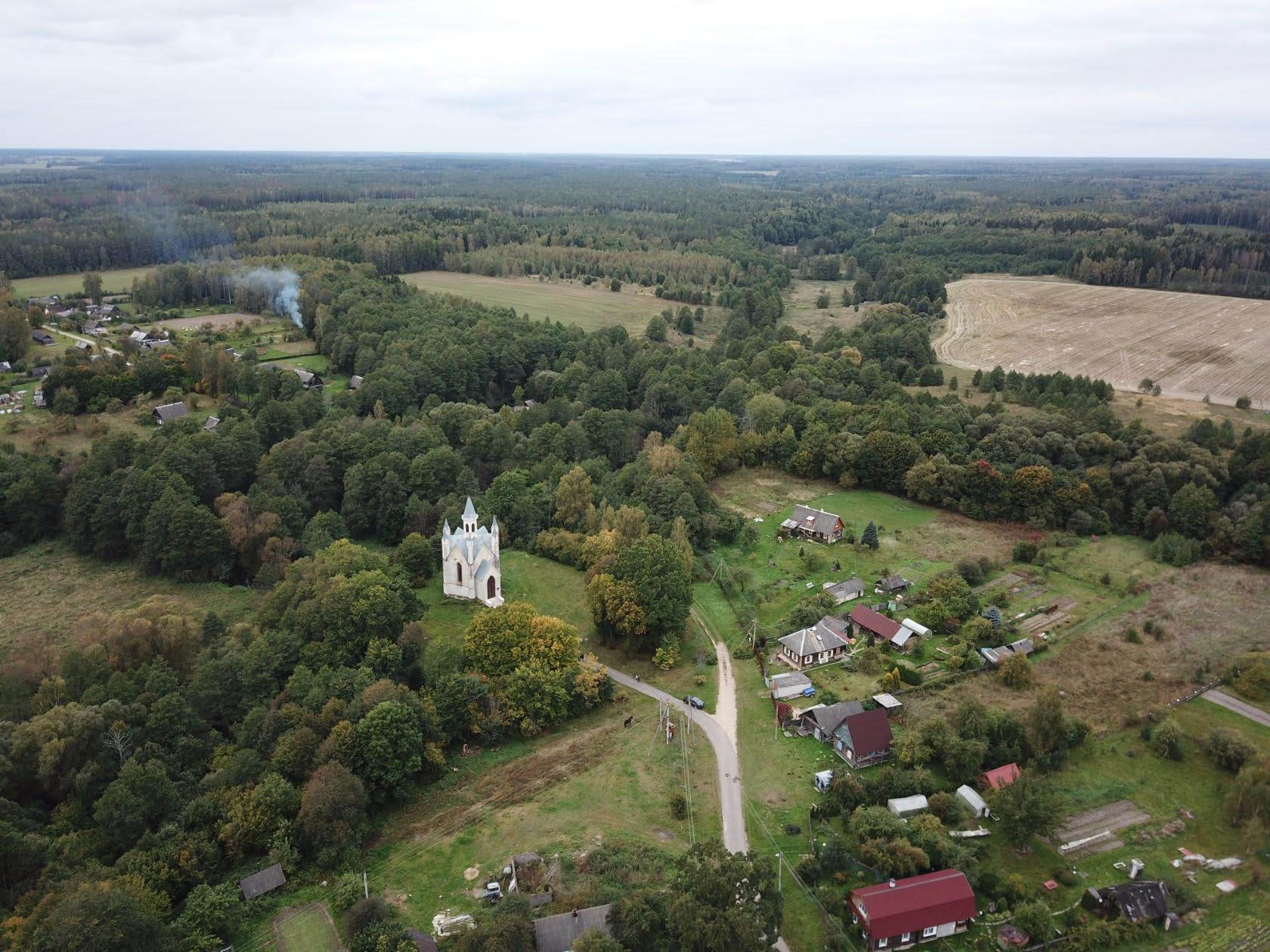
Богушевичи 2019 г.

В 1963 году школа преобразована в среднюю общеобразовательную трудовую политехническую с производственным обучением. В настоящим момент Государственное образовательное учреждение «Богушевичский учебно-педагогический комплекс детский сад — общеобразовательная школа» включающая: 11 классных комнат, компьютерный класс, библиотека, экоцентр, гимнастический зал, краеведческий музей, мастерская, столовая.

## Культура
- Дом культуры
- Историко-краеведческий музей "Спадчына" ГУО "Богушевичская средняя школа Березинского района"
- Экоцентр

## Известные уроженцы
- Белохвостик, Валентин Сергеевич

## Достопримечательности
- Городище милоградской и зарубинецкой культур (I в. до н. э. — II в. н. э.) —  Историко-культурная ценность Республики Беларусь, шифр 613В000045
- Костёл Божьего Тела —  Историко-культурная ценность Республики Беларусь, шифр 612Г000046. Являлся родовой усыпальницей Свенторжецких.
- Часовня-храм Воздвижения Креста Господня
- Иудейское кладбище

#### Утраченное наследие
- Усадебно-парковый комплекс Свенторжецких (XVIII в.)
- Церковь Возвышения Святого Креста (1866)